# 22 février 1926
Le lundi 22 février 1926 est le 53e jour de l'année 1926.

## Naissances
- Bud Yorkin (mort le 18 août 2015), réalisateur, producteur, scénariste et acteur américain
- Dave Bailey, batteur de jazz
- José Travassos (mort le 12 février 2002), footballeur portugais
- Miguel León-Portilla, anthropologue et historien mexicain
- Nelson Bunker Hunt (mort le 21 octobre 2014), homme d'affaires américain
- Otto Schönberger, philologue allemand
- Raoul Giordan (mort le 18 janvier 2017), dessinateur de bandes dessinées

## Décès
- Bertha Wegmann (née le 26 décembre 1847), peintre danoise
- Tertön Sogyal (né en 1856), grand maître nyingma du bouddhisme tibétain